# LEVEL5-judgelight-
「LEVEL5-judgelight-」（レベルファイブ・ジャッジライト）は、日本の音楽ユニット・fripSideの楽曲で、第2期2作目（通算3作目）のシングル。

## 概要
- 前作「only my railgun」から3ヶ月ぶりのシングル。
- 表題曲は前作に引き続き、テレビアニメ『とある科学の超電磁砲』のオープニングテーマとなっている。
- 初回限定盤と通常盤の2形態で発売され、初回限定盤には表題曲のPVが収録されたDVDが同梱されている。PVは中国の青島市内や同市に存在する聖ミカエル教会などで撮影され、エスパー伊東が出演している[1]。
- ジャケットは、前作と同じく両盤ともに当アニメのキャラクターである白井黒子と御坂美琴が描かれている。
- オリコンデイリーシングルチャートで自身最高位となる第2位を獲得[1]。週間シングルチャートでは4位となったが、初動売り上げ枚数は前作を上回った。

## 収録曲
1. LEVEL5-judgelight- [4:25]
作詞：fripSide
作曲・編曲：八木沼悟志
タイトルは裁きを意味する「judgement」と、光を意味する「light」を合わせた造語で、裁きの光という意味である。
楽曲については、八木沼曰く「新しい主題歌として、fripSideの音楽として、その他のあらゆる要素を全て満たした完璧な曲を作ろうとした」とのこと[2]。なお、八木沼はこのシングル制作の為に2ヶ月間でデモ音源を100曲作り、その中からベストな1曲を模索してこの曲に決めた[3]。
歌詞はアニメ後半の台本を制作側から事前に貰い作詞された[3]。作詞のクレジットがfripSide名義になっており、南條愛乃と八木沼で歌詞を別々に書いた後に2人の歌詞を混ぜ合わせるという工程で作られた[3]。南條曰く「美琴、黒子、初春、佐天から感じた絆を私なりに解釈して歌詞にしました」とのこと[2]。
流田Projectが『流田P』で、佐咲紗花が『SAYAKAVER.』でリアレンジカバーしている。また、コナミデジタルエンタテインメントの音楽ゲーム『REFLEC BEAT』に今楽曲が収録されている。
2019年11月28日には、セガ・インタラクティブのアーケード向け音楽ゲーム『オンゲキ』に今楽曲が追加された。
2. memory of snow [5:01]
作詞：八木沼悟志、yuki-ka
作曲・編曲：八木沼悟志
3. LEVEL5-judgelight- (Instrumental)
作曲・編曲：八木沼悟志
表題曲のインストゥルメンタル。
4. memory of snow (Instrumental)
作曲・編曲：八木沼悟志
カップリング曲のインストゥルメンタル。

## 参加ミュージシャン
fripSide
- 八木沼悟志：Synthesizer & Programming (全曲)
- 南條愛乃：Vocal (#1,2)

Additional Musician
- a2c：Guitar (#1,3)
- 戸口田隆広 : Guitar (#2,4)

## タイアップ
- 独立放送局・TBS系列アニメ『とある科学の超電磁砲』後期オープニングテーマ (#1)

## 収録アルバム
- infinite synthesis (#1)
- 「とある科学の超電磁砲」ORIGINAL SOUND TRACK 2 MOMENT (#1 TVサイズ)
- J-アニソン神曲祭り [DJ和 in No.1胸熱MIX] (#1)
- Anison Piano 2 (#1)
- とある科学の超楽曲集 (#1)
- the very best of fripSide 2009-2020 (#1)
- the very best of fripSide -moving ballads- (#2)

## カバー
- 流田Project - 2010年12月1日発売のアルバム『流田P』に収録。また2018年1月24日発売のアルバム『流田PPPH』にも収録。
- 佐咲紗花 - 2015年3月25日発売のアルバム『SAYAKAVER.』に収録。
- Morfonica［倉田ましろ（進藤あまね）］ - 『とある科学の超電磁砲T』とのコラボレーションの一環として、2020年6月30日にゲーム『バンドリ! ガールズバンドパーティ!』に収録[4]。